# Samsung Galaxy J5 (2017)
Samsung Galaxy J5 2017 es un teléfono inteligente basado en Android producido, lanzado y comercializado por Samsung Electronics. Incluye una batería no extraíble de 3000 mAh. El Galaxy J5 (2017) es el sucesor del Samung Galaxy J5 (2016). Fue presentado y lanzado en julio de 2017 junto con el Samsung Galaxy J3 (2017). Cuenta con un sistema avanzado de 64 bits en un chip (SoC) respaldado por 2 GB o 3 GB de RAM LPDDR3.
El Galaxy J5 2017 cuenta con una cámara trasera de 13 megapíxeles con flash LED, apertura f/1.7, enfoque automático y una cámara frontal de 13 megapíxeles con apertura f/1.9, también equipada con flash LED. El Galaxy J5 (2017) está disponible en los principales operadores después del Galaxy J3.

## Especificaciones

### Hardware
El teléfono funciona con Exynos 7870 Octa, un 1.6 Procesador Octa Core GHz, GPU Mali-T830 MP1 y 2 GB RAM con 16 GB de almacenamiento interno y una batería de 3000 mAh . Otra versión del teléfono, el Galaxy J5 Pro, se lanzó para el mercado de Malasia con 3 GB de RAM y 32 GB de almacenamiento interno, mientras que las otras especificaciones son las mismas. Existe la opción de ampliar la capacidad de almacenamiento, hasta 256 GB con una tarjeta MicroSD. La introducción del sensor de huellas dactilares y Samsung Pay (modelos seleccionados) también fue una novedad en la serie J de teléfonos inteligentes de gama media baja de Samsung. El Galaxy J5 también cuenta con capacidad de red Wi-Fi 802.11 a/b/g/n/ac de doble banda, lo que le permite conectarse a redes de 2,4 GHz y 5 GHz para un acceso rápido a Internet. También una primicia en la serie J5 (no principal) es la construcción de metal, que le da una sensación premium al teléfono.

### Pantalla

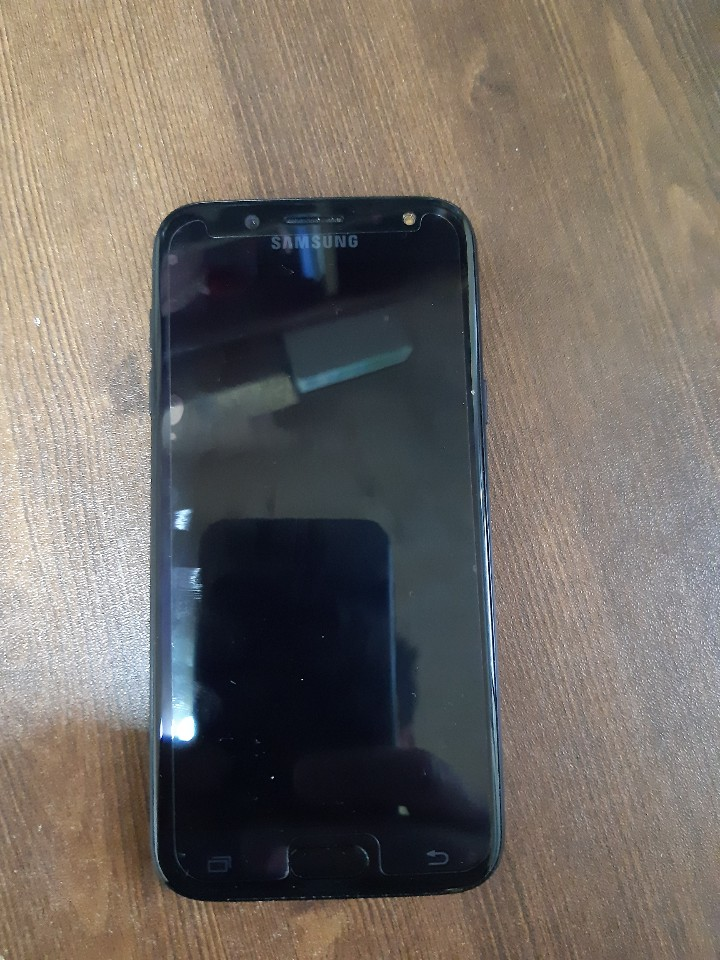
Modelo de color negro

El Samsung Galaxy J5 (2017) tiene una pantalla SUPER AMOLED de 720x1280 (relación 16;9, densidad de 282 PPI) con una pantalla de 5,2 pulgadas (71,5 % de relación pantalla-cuerpo).

### Software
Este teléfono viene con Android 7.0. Es compatible con 4G VoLTE con doble SIM habilitado para 4G. También es compatible con Samsung Knox. Se espera que, junto con otros teléfonos, incluidos el Samsung Galaxy S8, Note 8, A7 (2017), J7 (2017), J3 (2017), S7, S6 y Note 5, obtenga Android 8.0 Oreo en 2018. A partir de agosto de 2018, Android 8.1 Oreo está disponible en Polonia (para el SM-J530F). Android 9 Pie con One UI 1.1 está disponible a partir de septiembre de 2019.